# Claques sanglantes
Pour les articles homonymes, voir Five Across the Eyes.
Pour plus de détails, voir Fiche technique et Distribution.
Claques sanglantes (Five Across the Eyes) est un film américain réalisé par Greg Swinson et Ryan Thiessen, sorti en 2006.

## Synopsis
Après avoir endommagé un véhicule, un groupe de jeunes femmes est poursuivi par son propriétaire, qui espère bien pouvoir se venger...

## Fiche technique
- Titre : Claques sanglantes
- Titre original : Five Across the Eyes
- Réalisation : Greg Swinson et Ryan Thiessen
- Scénario : Marshall Hicks et Greg Swinson
- Production : Rick Stroud, Greg Swinson et Ryan Thiessen
- Budget : 4 000 dollars américains (2 936 euros)
- Musique : Shannon McDowell et David Risdahl
- Photographie : Ryan Thiessen
- Montage : Ryan Thiessen
- Costumes : Sandra Paduch et Greg Swinson
- Pays d'origine : États-Unis
- Format : Couleurs - 1,78:1 - Stéréo - DV
- Genre : Horreur, thriller
- Durée : 95 minutes
- Date de sortie : octobre 2006 (festival Southern Applachian)

## Distribution
- Sandra Paduch : Isabella
- Danielle Lilley : Jamie
- Mia Yi : Melanie
- Jennifer Barnett : Stephanie
- Angela Brunda : Caroline
- Veronica Garcia : la conductrice
- Dave Jarnigan : l'employé du magasin
- Keith Smith : un cadavre
- Jane Swinson : un cadavre
- Abby Vessell : un cadavre

## Autour du film
- Le tournage s'est déroulé du 10 juin au 19 octobre 2005 à Morristown, dans le Tennessee. Il s'agit de la même ville où fut tourné Evil Dead (1981) 26 ans plus tôt.
- Le titre du film est inspiré des paroles de la chanson Case Closed du groupe The Duskfall. Durant la production, le groupe entendit parler du film et autorisa les deux cinéastes à utiliser gracieusement leur morceau[1].